# Edward Maitland Wright
Edward Maitland Wright   (Farnley, 13 de febrer de 1906 - Reading, 2 de febrer de 2005) va ser un matemàtic anglès.
Fill d'un fabricant de sabons que va fer fallida quan ell era molt menut, va ser educat per la seva mare que era professora de música a les diferents escoles on va estudiar. Als catorze anys ja es guanyava la vida donant classes en una escola preparatòria a Woking. El 1926 va obtenir un grau com estudiant extern a la universitat de Londres que li va permetre ingressar a la universitat d'Oxford, en la qual es va graduar el 1929 i va obtenir el doctorat sota la direcció de G. H. Hardy el 1933. El 1935 va ser nomenat professor de matemàtiques de la universitat d'Aberdeen. Durant la Segona Guerra Mundial va ser pilot de la Royal Air Force (1941-1943) i va treballar pel Servei Secret Britànic (1943-1945). Acabada la guerra, va tornar a la universitat d'Aberdeen de la qual va ser director des del 1962 fins a la seva jubilació el 1976. Després de jubilar-se, encara va continuar sent investigador a la universitat fins al 1983, quan se'n va anar a viure a Reading amb el seu fill.
Wright és recordat, sobre tot, per ser el coautor de An Introduction to the Theory of Numbers (1938) juntament amb G.H. Hardy, llibre reeditat en nombroses ocasions i que es va convertir en el text clàssic sobre la matèria. Va publicar uns cent-quaranta articles científics sobre teoria de grafs, teoria de nombres i teoria de funcions complexes. Les seves aportacions més notables van ser en teoria analítica de nombres.